# Kuntadevi
Kuntadevi (en népalais : कुन्तादेवी) est un comité de développement villageois du Népal situé dans le district d'Okhaldhunga. Au recensement de 2011, il comptait 2 417 habitants.